# Palais Giordani
Le Palazzo Giordani est un bâtiment de style Art Nouveau situé à Parme, non loin de l'entrée monumentale de la Citadelle ; il abrite le siège de la Province de Parme.

## Histoire
Le grand bâtiment a été construit à partir de 1921 sur un projet de l'ingénieur Gustavo Tognetti, avec la collaboration de l'ingénieur Bruno Cornelli, à la demande du Consortium de l'époque pour l'Université, qui avait besoin d'un pavillon universitaire pour l'étude des Sciences Biologiques.
Dans la décennie suivante, il a déjà changé de destination, devenant le siège de l'école de formation commerciale.
Vers 1935, un bâtiment servant de gymnase est construit à l'arrière.
Pendant la Seconde Guerre mondiale, le bâtiment a été utilisé à des fins militaires et en particulier pendant la République sociale, il a été utilisé comme caserne pour une unité SS italienne sous les ordres d'officiers allemands.
Après la guerre, le bâtiment est retourné à sa destination d'école commerciale précédente, devenant en 1961 le siège de l'institut professionnel Pietro Giordani, qui y est resté jusqu'à la fin du XXe siècle.
Entre 2000 et 2003, le bâtiment a été entièrement rénové par l'architecte parmesan Haig Uluhogian et est devenu le siège de certains bureaux de l'administration provinciale.
Début 2018, les bureaux restants de la Province de Parme ont également déménagé dans le bâtiment, dont ceux du président et du conseil, qui étaient auparavant situés dans le Palais de la Province de la Piazzale della Pace.

## Description
L'imposant bâtiment couvre environ 6000 m², autour d'une grande cour centrale.
Le bâtiment, de style Art nouveau mais avec un style classique, s'élève sur trois étages au-delà du sous-sol.
À l'intérieur, un escalier mène à la mezzanine, caractérisée par des sols en marbre précieux, dont le dessin converge vers la cour centrale, recouverte après la dernière rénovation d'une grande structure en verre, qui rend l'espace utilisable pour des expositions temporaires.

Le bâtiment à l'arrière destiné à l'origine à une salle de sport, de style similaire au bâtiment principal, abrite aujourd'hui, en plus d'autres bureaux, une petite salle de conférence de 60 places, nommée en 2005 en honneur à l'ancien président de la Province Andrea Borri.

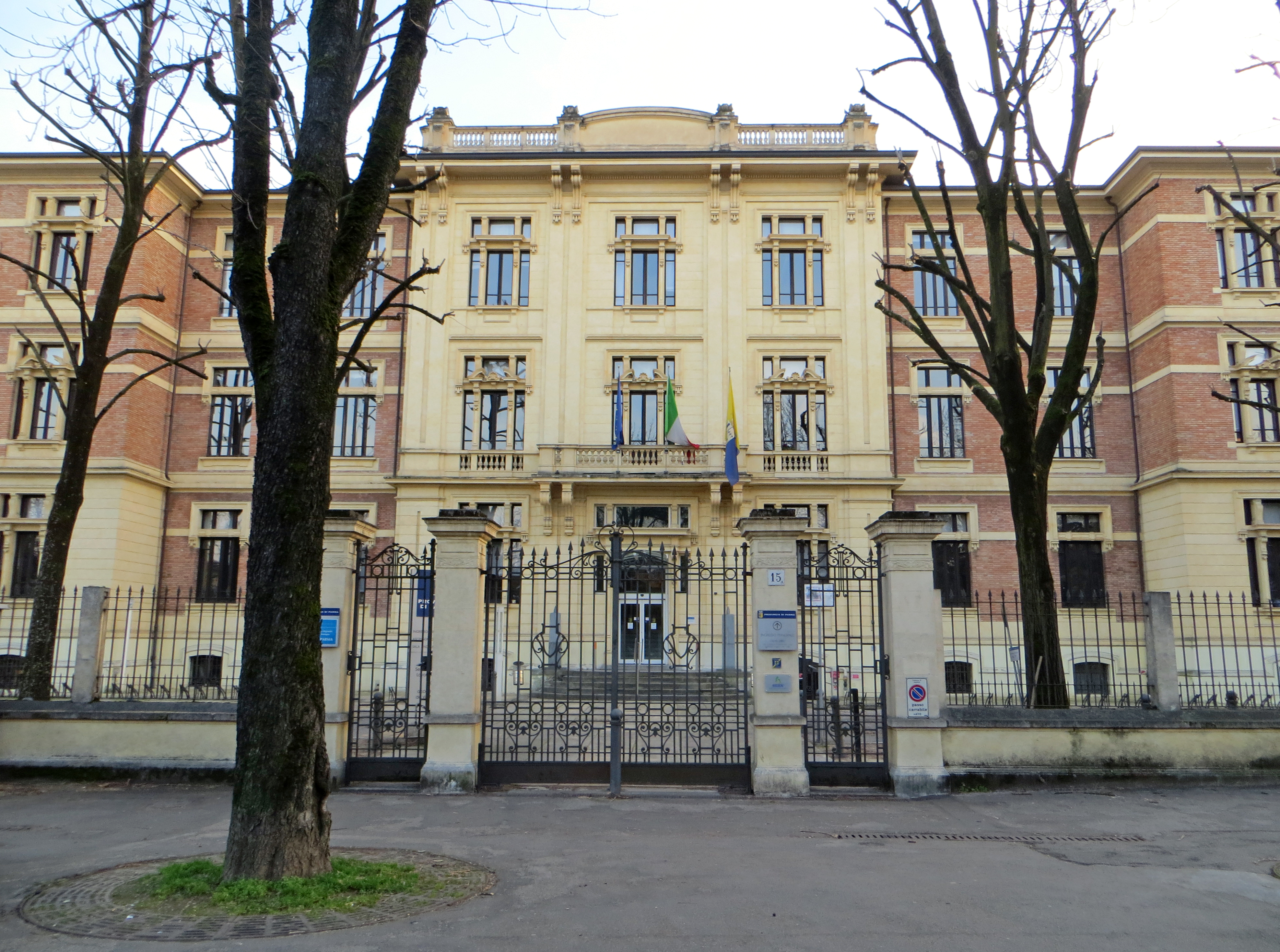
Détail de la façade.
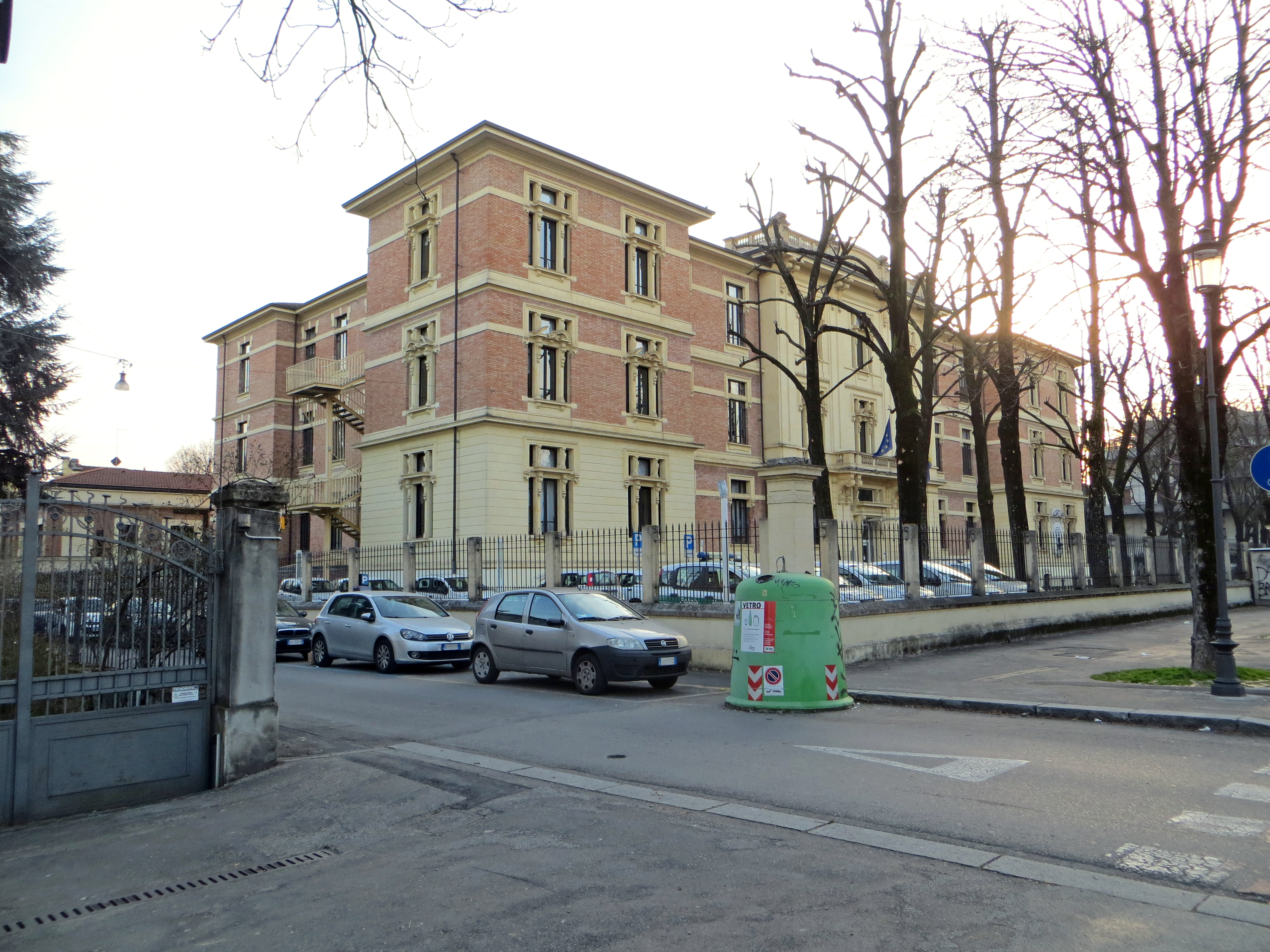
Façade et côté est.
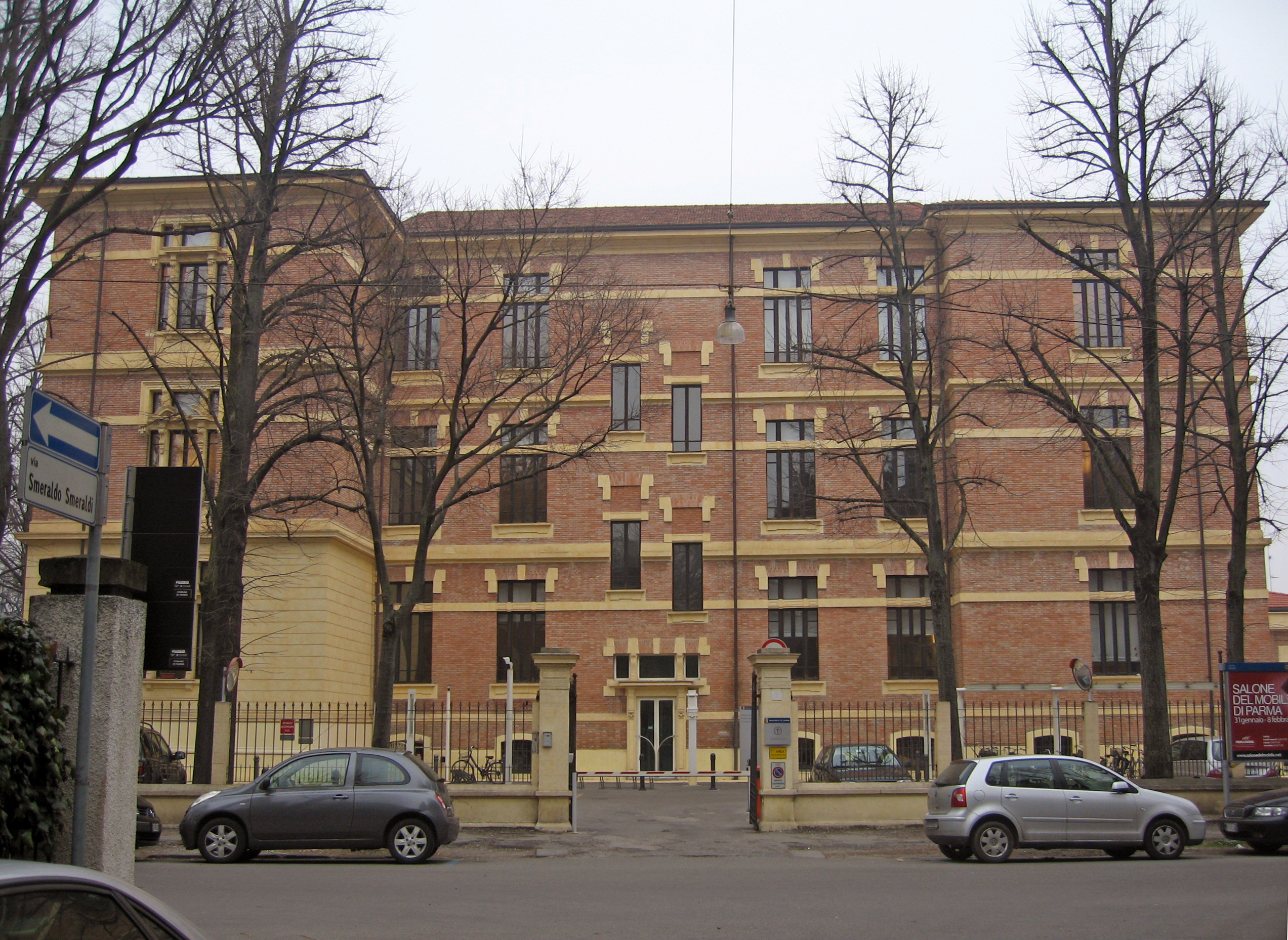
Cote est.
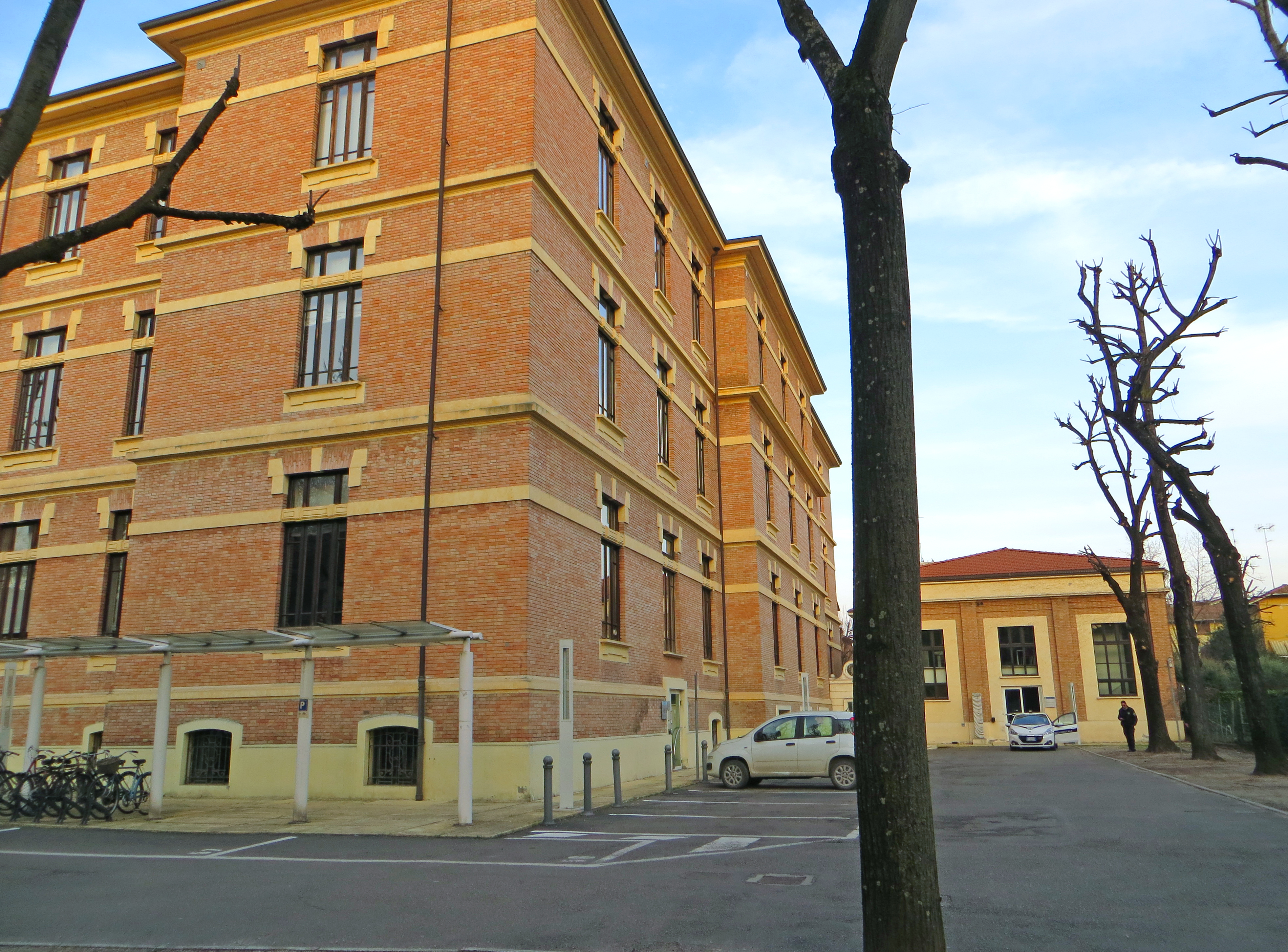
Élévation arrière et ancien gymnase.